# Port d'Uusikaupunki
Le port d'Uusikaupunki (finnois : Uudenkaupungin satama, LOCODE:FI MHQ) ou port d'Hepokari (finnois : Hepokarin satama)  est un port de passagers situé à Uusikaupunki en Finlande

## Présentation
Le port assure principalement le trafic des rouliers, mais il est aussi équipé pour traiter les marchandises conventionnelles et liquides.
C'est le premier port finlandais pour l'exportation de voitures en raison de l'usine de Valmet Automotive installée à Uusikaupunki,.
Le port dispose de 5 quais et une profondeur de 12,5 m.
| Port                | 2015      | 2019      |
| ------------------- | --------- | --------- |
| Port d'Uusikaupunki | 1 891 818 | 2 466 927 |